# Chir Burzém
Chir Burzém (Chir-Burzen ou Chihr-Burzen, lit. "que tem a face de Burzim [fogo]"), também chamado Sima Burzim Carano (Simah-i Burzin Karen), foi um nobre sassânida de origem parta do século VI da Casa de Carano.

## Vida
Segundo selo datado do tempo de Cosroes I (r. 531–579), serviu como aspabedes do Oriente (Coração). Segundo a obra de Ferdusi, ele, Isdigusnas e Barã Adurma estiveram entre aqueles que ajudaram o xá a decidir quem o sucederia. No tempo de Hormisda IV (r. 579–590), o xá instigou-o contra Adurma e depois foi morto junto de outros nobres por ordens do rei.